# Campo sportivo di Fiorentino Federico Crescentini
Campo sportivo di Fiorentino Federico Crescentini – stadion piłkarski w Fiorentino, w San Marino. Obiekt może pomieścić 700 widzów, z czego 350 miejsc znajduje się na zadaszonej trybunie głównej. Na obiekcie rozgrywane są spotkania piłkarskiej ligi San Marino, odbywają się na nim także mecze o Superpuchar San Marino. W 2008 roku zdecydowano o nadaniu stadionowi imienia zmarłego przedwcześnie sanmaryńskiego piłkarza, Federico Crescentiniego.